# William Ewart Gladstone
William Ewart Gladstone (Liverpool, 29 dicembre 1809 – castello di Hawarden, 19 maggio 1898) è stato un politico britannico.
Ha fatto parte del Partito Liberale britannico.
È stato Primo ministro del Regno Unito quattro volte: dal 3 dicembre 1868 al 20 febbraio 1874, dal 23 aprile 1880 al 23 giugno 1885, dal 1º febbraio al 25 luglio 1886 e dal 15 agosto 1892 al 5 marzo 1894.

## Biografia

### I primi anni (1809–1840)

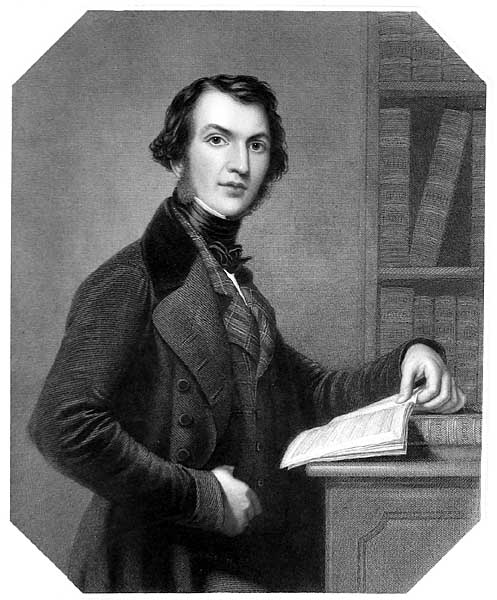
Gladstone negli anni trenta dell'Ottocento

Nato nel 1809 a Liverpool, al n.62 di Rodney Street, William Ewart Gladstone era il quarto figlio del mercante Sir John Gladstone di Leith (oggi sobborgo di Edimburgo), e della sua seconda moglie, Anne MacKenzie Robertson, di Dingwall. Era il prozio di William Gladstone, VII baronetto.
William Gladstone studiò dal 1816 al 1821 alla scuola preparatoria del vicariato della St Thomas's Church a Seaforth, nei pressi della residenza della sua famiglia, Seaforth House. Nel 1821 William seguì le orme del suo fratello maggiore e frequentò l'Eton College prima di immatricolarsi nel 1828 al Christ Church di Oxford dove ebbe l'occasione di studiare i classici e la matematica, materia quest'ultima nella quale a ogni modo non eccelleva particolarmente.
Nel dicembre del 1831 egli ottenne il tanto desiderato diploma. Gladstone prestò servizio come Presidente della Oxford Union debating society, dove egli si distinse come oratore, fama che lo seguì anche alla Camera dei Comuni poi. All'università, Gladstone fu membro del conservatorismo attivista e denunciò le proposte di riforma parlamentare degli whigs.
Dopo il diploma, William viaggiò col fratello John in un Grand Tour in Europa, visitando Belgio, Francia, Germania e Italia. Al suo ritorno in Inghilterra, William venne eletto al parlamento nel 1832 nelle file dei conservatori per la costituente di Newark, in particolare per l'influenza del patrono locale, il Duca di Newcastle.
Alla Camera dei Comuni, Gladstone fu inizialmente discepolo dell'Alto Torysmo, che si opponeva all'abolizione della schiavitù e non intendeva immettere una legislazione nelle fabbriche. Nel dicembre del 1834 egli venne nominato Junior Lord of the Treasury nel primo ministero di Sir Robert Peel. Il mese successivo egli venne nominato Sottosegretario di Stato per la guerra e le colonie, incarico che mantenne sino alla caduta del governo nell'aprile del 1835.
Gladstone pubblicò nel 1838 il suo primo libro dal titolo The State in its Relations with the Church (Lo Stato nelle sue Relazioni con la Chiesa), nel quale egli suggeriva che lo scopo dello Stato fosse quello di promuovere e difendere gli interessi della Chiesa d'Inghilterra. L'anno successivo egli sposò Catherine Glynne, con la quale rimase sposato per tutti i 59 successivi anni.
Nel 1840 Gladstone iniziò a recuperare e a riabilitare le prostitute di Londra, camminando per le strade della capitale personalmente e incoraggiando le donne a cambiare vita, pratica che malgrado le critiche di molti egli continuò speranzoso anche quando venne eletto poi primo ministro.

### Ministro sotto il governo di Peel (1841–1846)
Gladstone venne rieletto nel 1841. Nel settembre del 1842 egli perse l'indice della sua mano sinistra durante un incidente mentre stava ricaricando la sua pistola, indossando per il resto della sua vita un guanto o un finto dito. Nel secondo governo di Robert Peel egli prestò servizio come Presidente della Board of Trade (1843–1844).
Gladstone si interessò a questo punto della situazione dei coal whippers ovvero di quei lavoranti presenti nei porti di Londra che letteralmente spazzavano le navi che trasportavano carbone. Molti di questi si trovavano per gran parte del loro tempo senza lavoro e con salari bassi, infestando le taverne del porto e apparendo spesso ubriachi così da non essere più assunti o dal venire licenziati. Gladstone s'impegnò dunque per il passaggio del Coal Vendors Act 1843 col quale egli fondò un ufficio centrale d'impiego. Nel 1883, Gladstone scrisse che «il mio Coalwhippers Act del 1843 fu la misura più socialista dell'ultima metà del secolo».
Egli diede le proprie dimissioni nel 1845, dopo la questione del Maynooth Seminary. Intenzionato a ripristinare le relazioni coi cattolici irlandesi, il governo di Peel propose l'incremento annuale della cifra garantita al Seminary per i sacerdoti cattolici. Gladstone, il quale in precedenza aveva espresso in un suo libro il parere contrario a che un paese protestante dovesse cedere denaro proprio ad altre chiese, sostenne invece la concessione al Maynooth e votò favorevolmente alla Camera dei Comuni. Accettando le dimissioni di Gladston Peel confessò a un amico: «Ho avuto serie difficoltà a capire perché l'abbia fatto». Gladstone tornò nel governo di Peel come Segretario di Stato per la guerra e le colonie nel dicembre di quell'anno.

### All'opposizione (1846–1851)
L'anno successivo il governo di Peel cadde sulla ripresa della questione delle Corn Laws e Gladstone seguì il suo capo nel corso della separazione dei conservatori. Dopo la morte di Peel nel 1850, Gladstone emerse quale capo dei Peeliti alla Camera dei Comuni e venne rieletto per la costituente dell'Università di Oxford alle elezioni generali del 1847. Gladstone divenne quindi un critico costante di Lord Palmerston.
In gioventù Gladstone risiedeva nella residenza paterna di Fasque, nella contea di Angus, a sudovest di Aberdeen, ma in quanto figlio ultrogenito sapeva di non poterla ereditare e pertanto dal suo matrimonio si spostò nella residenza di famiglia della moglie, Hawarden, nel Galles del nord pur non divenendone mai il proprietario.
Nel 1848, inoltre, egli fondò la Church Penitentiary Association for the Reclamation of Fallen Women. Nel maggio del 1849 egli riprese il suo «lavoro di recupero» sulle prostitute. Egli sostenne anche la Casa della Carità di Clewer, presso Windsor, e cercò di trovare alle ragazze prostituitesi un impiego alternativo.
Nel 1850/51 Gladstone si recò in visita a Napoli, dove accompagnava la figlia Mary, malata agli occhi, nella speranza di trarle giovamento. Giacomo Lacaita, consigliere dell'ambasciata inglese, si trovava a quel tempo imprigionato dal governo napoletano perché accusato di essere un dissidente politico. Gladstone colse l'occasione per interessarsi al caso specifico e a quello di molti altri imprigionati politici. Nel febbraio del 1851 il governo locale permise a Gladstone di fare visita alle prigioni e di giudicare le loro condizioni. Subito dopo egli pubblicò le due Letters to the Earl of Aberdeen contro l'amministrazione del governo napoletano, che poi completò nel volume An Examination of the Official Reply of the Neapolitan Government del 1852. Gladstone definì in una di queste lettere Napoli come «la negazione di Dio eretta a sistema governativo».

### Cancelliere dello Scacchiere (1852–1855)

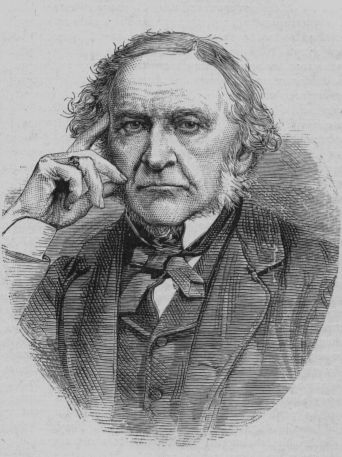
Un'immagine di Gladstone pensieroso

Nel 1852, a seguito della nomina di Lord Aberdeen al ruolo di primo ministro, capo della coalizione che riuniva Whigs e Peeliti, Gladstone divenne Cancelliere dello Scacchiere. Lo Whig Sir Charles Wood e il Tory Benjamin Disraeli avevano da poco dato prova della loro errata politica e questo fu il momento giusto per Gladstone per emergere.
Il suo primo bilancio presentato nel 1853 completò il lavoro iniziato da Peel undici anni prima semplificando le tasse da pagare al governo. Gladstone era intenzionato a mantenere un corretto bilanciamento tra tasse dirette e indirette e voleva abolirne alcune, pur essendo conscio che tale mossa avrebbe ridotto il gettito allo Stato. Egli decise d'incrementare il numero di persone eleggibili al pagamento, abbassando però le tariffe. Con un numero maggiore di contribuenti, Gladstone credeva di riuscire meglio a spalmare il necessario diminuendo le tariffe. La linea di demarcazione venne fissata alla somma di 100 sterline «al disotto della quale si trova la classe lavoratrice e al di sopra quella educata della comunità» e che l'elettorato e i contribuenti dovessero consistere nella medesima parte di popolazione, quella stessa che avrebbe potuto decidere se il governo era degno o meno di spendere il denaro che loro davano allo Stato.
Il discorso che fece seguito all'esposizione del budget, di circa cinque ore, elevò Gladstone «al rango di finanzieri e oratori». H. C. G. Matthew scrisse che Gladstone «aveva fatto una bellissima figura in materia di finanza e aveva avuto successo nel costruire un budget epico per forma e performance nell'esposizione, talvolta con interludi lirici per variare la tensione e portare la Camera dei Comuni a un clima migliore».
A ogni modo la Gran Bretagna entrò nella Guerra di Crimea nel febbraio del 1854 e Gladstone presentò un nuovo bilancio il 6 marzo di quell'anno. Gladstone dovette accrescere la spesa e votò un credito di 1 250 000 sterline di cui 25 000 sarebbero state riservate alla questione orientale. Il deficit per l'anno sarebbe stato di 2 840 000 sterline (per entrare di 56 680 000 di sterline e uscite per 59 420 000 sterline). Gladstone a questo punto fu costretto ad alzare le tasse in generale promettendo che gli esiti della guerra avrebbero ripagato la popolazione dei sacrifici compiuti.
Egli prestò servizio in carica sino al 1855, alcuni mesi anche nel governo di lord Palmerston, per poi dimettersi assieme agli altri Peeliti, dopo che venne richiesta dal parlamento un'inchiesta sulla conduzione della guerra.

#### Lared boxdi Gladstone

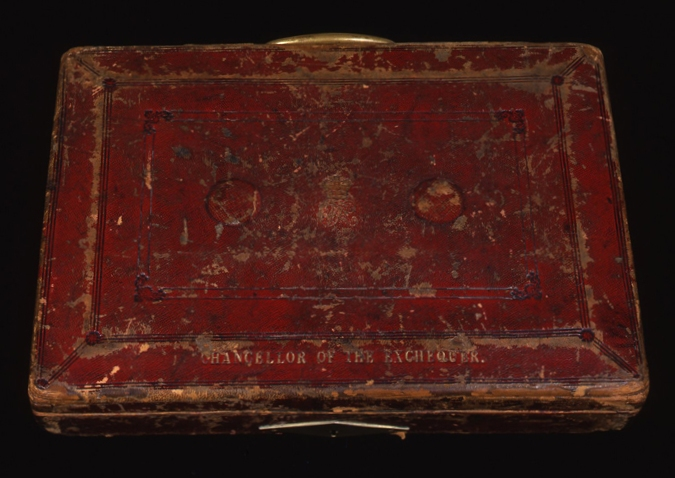
La red box di Gladstone, usata dal 1852 al 2010 quasi ininterrottamente in un cerimoniale annuale per la presentazione del budget annuale al pubblico.

Fu proprio Gladstone con il suo cancellierato a inaugurare la tradizione della red box, una speciale valigetta di colore rosso e fatta in piombo per trasportare con sicurezza i documenti ufficiali. La sua valigetta sarebbe stata usata per circa 150 anni quasi ininterrottamente, fino al 2010, per poi essere definitivamente rimpiazzata da una nuova.

### All'opposizione (1855–1859)
Il leader dei conservatori Lord Derby divenne primo ministro nel 1858, ma Gladstone – il quale come altri Peeliti era nominalmente un conservatore - declinò una posizione nel suo governo, non intendendo contravvenire ai principi del libero commercio.
Tra il novembre del 1858 e il febbraio del 1859, Gladstone, nel governo di Lord Derby, divenne Lord Alto Commissario delle Isole Ionie, recandosi dapprima a Vienna e poi da lì alla volta di Trieste, per imbarcarsi in una missione di dodici settimane nell'Adriatico per preparare il terreno al futuro protettorato britannico sulle isole ionie.
Nel 1858, Gladstone iniziò l'hobby di fare il boscaiolo, esercizio che continuò sino all'età di 81 anni. Egli divenne noto in Inghilterra per questa sua attività portando Lord Randolph Churchill a osservare «la selezione di alberi da tagliare crea divertimento come la politica, ma è distruttiva. Ogni pomeriggio l'intero mondo è chiamato ad assistere alla caduta di qualche olmo o quercia. La foresta si lamenta dell'hobby di Mr Gladstone».
All'epoca, infatti, non era ancora in auge la pratica di ripiantare gli alberi tagliati.
Oltre a questo di Gladstone si può dire che sia stato un bibliofilo di grande rilievo avendo letto in vita a suo parere circa 20 000 libri e possedendo una biblioteca di 32 000 volumi.

### Cancelliere dello Scacchiere (1859–1866)
Nel 1859, lord Palmerston formò un nuovo governo misto che includeva anche i radicali, e Gladstone aderì a tale governo venendo prescelto poi a ricoprire la carica di Cancelliere dello Scacchiere divenendo membro del nuovo partito liberale britannico assieme ad altri peeliti.
Gladstone aveva ereditato qui una non facile situazione finanziaria da gestire, con un deficit statale di quasi cinque milioni di sterline. Come Peel, Gladstone si rassegnò subito all'idea di riuscire a saldare il deficit commentando «In tempi di pace nessuna necessità può indurci a saldare». Gran parte dei soldi necessari vennero in realtà trovati alzando le tasse, rimuovendo la linea divisoria imposta nel 1853 tra classi alte e basse.
Il 12 settembre 1859 l'uomo d'affari Richard Cobden si recò in visita da Gladstone, e quest'ultimo sottolineò nel suo diario: «...successivamente convenni con Mr. Cobden sulle tariffe e sulle relazioni con la Francia. Trovammo facilmente un accordo con molta calma». Cobden era stato inviato come rappresentante del Regno Unito ai negoziati con la Francia di Michel Chevalier per stabilire il libero commercio tra i due stati. Gladstone scrisse a Cobden: «... la moralità e il significato politico dell'atto, nonché i suoi probabile e desiderati frutti porteranno i due Paesi a reciproco interesse e affezione. Ciò a cui guardò è il beneficio nelle relazioni tra i due stati e l'effetto che questo avrà sulla pace in Europa».

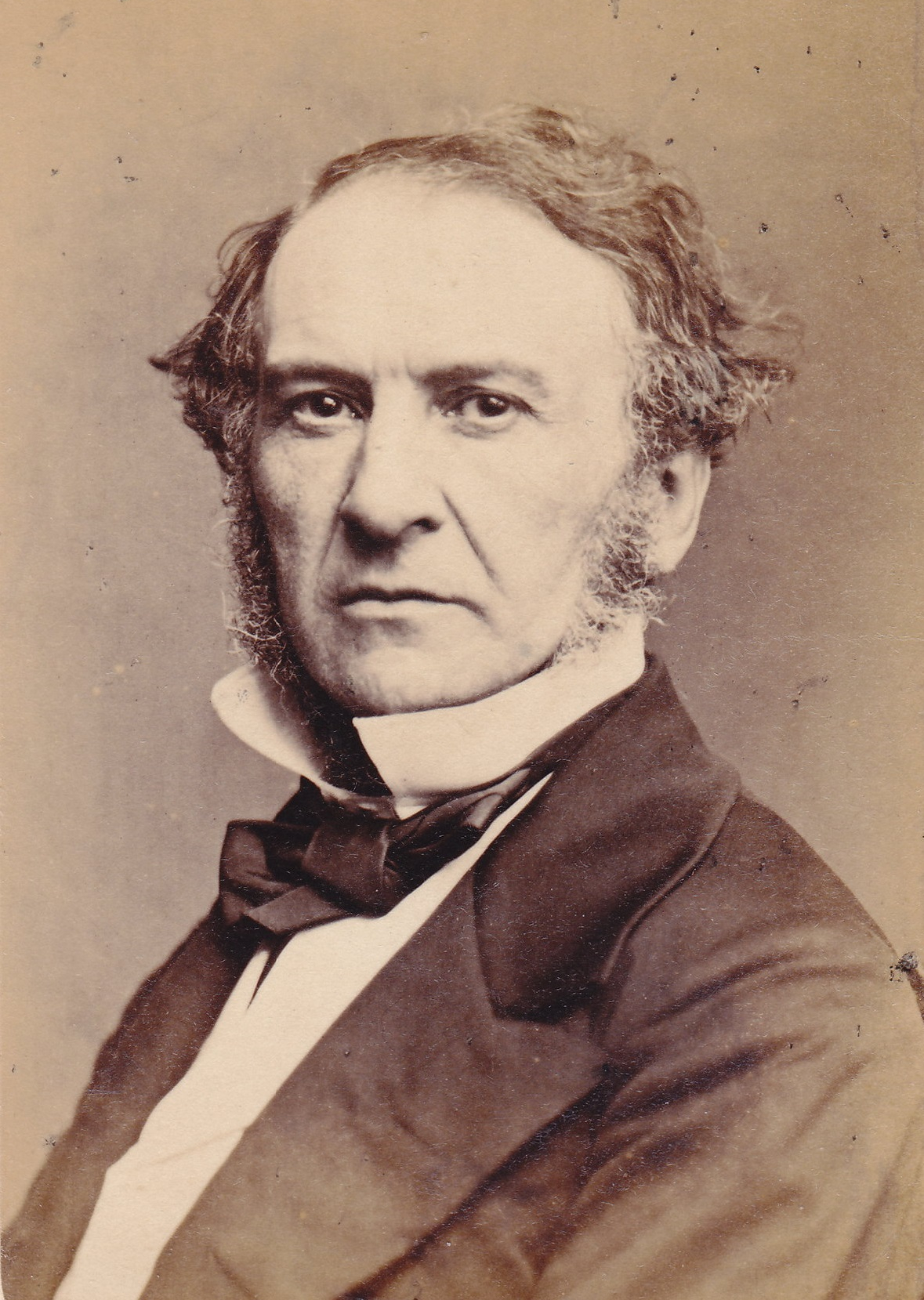
Gladstone nel 1861

Il bilancio di Gladstone presentato nel 1860 venne introdotto il 10 febbraio assieme al Trattato Cobden-Chevalier tra Regno Unito e Francia, che riduceva appunto le tariffe doganali tra i due paesi. Questo budget «segnò l'adozione finale del principio del libero commercio che la tassazione avrebbe il più possibile dovuto lasciare libero e ogni differenza o discriminazione avrebbe dovuto essere divelta». All'inizio del 1859 vi erano 419 tasse attive, ma a partire dal budget del 1860 esse vennero ridotte al numero di 48 di cui effettivamente solo 15 rappresentavano il gettito maggiore.
Tra le tasse che Gladstone intendeva abolire nel 1860 vi era quella sulla carta in quanto essa andava a penalizzare tradizionalmente il costo e la pubblicazione dei giornali che pubblicavano poi le idee del popolo. Anche se Palmerston era favorevole alla continuazione in essere di diverse tasse, con l'intento di utilizzarle per sostenere gli armamenti, gran parte del gabinetto di governo si trovò a sostenere Gladstone. Il decreto infine ebbe successo alla Camera dei Comuni, ma venne respinto alla Camera dei Lord e nessun decreto finanziario veniva più bocciato da quest'ultima camera da almeno duecento anni. L'anno successivo, Gladstone incluse l'abolizione della tassa sulla carta nel consolidato Finance Bill in modo da costringere i Lord ad accettarlo ed ebbe successo.
Significativamente, Gladstone ebbe successo nella raccolta tasse durante il suo incarico di Cancelliere dello Scacchiere. Negli anni successivi al 1860 le tasse vennero ridotte progressivamente. Gladstone era sicuro che i contribuenti pagassero le tasse perché vedevano che il governo faceva fruttare il denaro pubblico rispettando poi la promessa di abbassare le tasse a tempo debito. Gladstone scrisse nel 1859 a suo fratello il quale era membro della Financial Reform Association di Liverpool: «L'economia è il primo e maggiore articolo (economia come la intendo io) del mio credo finanziario. La controversia tra tasse dirette e indirette ha trovato pace». Il 14 gennaio 1860 scrisse alla moglie: «Sono certo, per esperienza, che si potrà avere grandi vantaggi nel marcare stretto un bilancio come il nostro. È come imparare la grammatica, una volta imparata non ci si passa più sopra».
L'economista austriaco Joseph Schumpeter descrisse la finanza gladstoniana nel suo Storia dell'Analisi Economica:
...vi era un uomo che non solo unì grande abilità con delle impareggiabili opportunità ma anche conosceva come far diventare un bilancio un trionfo politico e il quale è inciso nella storia dei grandi finanzieri inglesi del liberalismo economico, Gladstone... La grande finanza gladstoniana fu l'ideale adeguato di civilizzazione e calcolo ex visu delle condizioni del paese per l'epoca, di modo da scegliere l'adeguata via per applicarlo; o per variarlo di poco, traslandolo in una visione sociale, politica ed economica, il che fu comprensibile e corretto a livello storico, coordinando tutte le misure fiscali... La finanza gladstoniana fu la finanza della 'libertà naturale', del laissez-faire e del libero commercio... la cosa più importante da fare fu la rimossione delle ostruzioni fiscali all'attività dei privati. E per questo, in cambio, fu necessario mantenere bassa la spesa pubblica. Austerità fu il vittorioso slogan del giorno... ovvero riduzione delle funzioni dello stato al minimo... austerità voleva dire razionalizzare le rimanenti funzioni dello stato, il che tra le altre cose voleva dire ridurre le spese e gli interventi militari al minimo possibile. Il conseguente sviluppo economico fu importante sotto l'aspetto dell'eguaglianza, un gesto importante per tutte le classi, in particolare per coloro per i quali la tassazione poteva rappresentare un'interferenza all'attività.
Per queste sue azioni come Cancelliere dello Scacchiere, Gladstone si guadagnò la reputazione di liberatore del commercio britannico schierato dalla parte dei lavoratori, l'uomo responsabile dell'emancipazione della stampa popolare dalle «tasse sulla conoscenza» avendo nel contempo introdotto anche una tassa di successione per le classi più ricche.
Quando Gladstone in un primo momento aderì al governo Palmerston del 1859, egli si oppose alla riforma elettorale, ma cambiò poi opinione durante il secondo mandato di Palmerston e nel 1865 egli si dimostrò fermamente favorevole nel rinfrancare le classi lavoratrici dei villaggi. Queste sue opinioni gli crearono delle frizioni con Palmerston, il quale era favorevole alla riforma ma contrario all'emancipazione dei lavoratori.
Come Cancelliere, Gladstone tenne un discorso a Newcastle il 7 ottobre 1862 nel quale pubblicamente diede il proprio appoggio all'indipendenza della Confederazione americana nell'ambito della Guerra civile americana, affermando che Jefferson Davis aveva «dato vita a una nazione». La Gran Bretagna era ufficialmente neutrale all'epoca nel conflitto, e Gladstone si trovò successivamente a dover ritrattare il discorso di Newcastle. Nel maggio del 1864, Gladstone affermò di non vedere ragioni del perché ogni uomo abile nella mente non potesse godere dei diritti di voto, indipendentemente dalla classe sociale. La Regina Vittoria non fu particolarmente compiaciuta da questa presa di posizione da parte di Gladstone e addirittura Palmerston considerò il discorso un incitamento sedizioso all'agitazione pubblica.
Il supporto di Gladstone alla riforma elettorale e al dissesto della Chiesa d'Irlanda lo aveva alienato dalla sua costituente elettorale dell'Università di Oxford e là perse alle elezioni generali del 1865. Il mese successivo, a ogni modo, egli si candidò per il South Lancashire, dove venne eletto. Egli commentò questo successo con queste parole: «Alla fine, miei amici, sono tornato tra voi».
Alla morte di lord Palmerston nell'ottobre di quell'anno, il conte Russell formò un nuovo governo. Russell e Gladstone tentarono di condurre al meglio gli affari ma lord Russell si ritirò nel 1867 e Gladstone divenne leader del partito liberale inglese.

### Il primo premierato (1868–1874)
Alle elezioni generali del 1868, la circoscrizione del South Lancashire venne spezzata dal Second Reform Act e divisa in due: South East Lancashire e South West Lancashire. Gladstone si propose per il South West Lancashire e per Greenwich, il che era possibile e molto comune per un candidato proporsi per due collegi contemporaneamente. Egli venne sconfitto nel Lancashire ma vinse per Greenwich. Egli divenne quindi primo ministro per la prima volta e rimase in carica sino al 1874. Evelyn Ashley descrisse quel momento:
«Un pomeriggio del novembre del 1868, al parco di Hawarden, mi trovavo al fianco di Mr. Gladstone mentre gli tenevo il cappotto sul braccio nel frattempo che egli tagliava un albero. Improvvisamente pervenne un messaggero di telegrammi. Egli portò un telegramma, Gladstone lo aprì e lo lesse, quindi lo passò a me, dicendo solo due parole «Molto significativo» e quindi riprese il suo lavoro. Il messaggio diceva solamente che il generale Grey sarebbe arrivato quella sera da Windsor. Questo, di certo, implicava il fatto che fosse in arrivo un mandato dalla regina per Mr. Gladstone per la formazione di un nuovo governo. Non dissi nulla, ma attesi mentre risuonavano nell'aria i colpi regolari dell'accetta. Dopo alcuni minuti i colpi cessarono e Mr. Gladstone, appoggiandosi al manico della sua ascia, mi guardò e con voce profonda e con grande intensità esclamò: «La mia missione è pacificare l'Irlanda." Quindi riprese il suo compito e non disse alcuna parola fino a quando l'albero non cadde.»
Negli anni sessanta-'70 dell'Ottocento, il liberalismo gladstoniano venne caratterizzato da un gran numero di politiche tese a migliorare la libertà individuale e a mantenere in secondo piano la politica e l'economia. Dapprima si provvide a minimizzare la spesa pubblica con la premessa che l'economia e la società fossero il miglior aiuto che avrebbe permesso alla popolazione di spendere se avesse visto risultati. In secondo luogo la politica estera che avrebbe promosso la pace avrebbe aiutato a ridurre le spese e la tassazione e avrebbe aumentato il commercio. In terzo luogo vennero riformate le leggi che impedivano ai singoli di commerciale liberamente.
Il primo premierato di Gladstone istituì riforme anche nell'esercito e nel servizio civile nonché nel governo locale. Il Local Government Board Act 1871 mise la supervisione delle Poor Law sotto il Local Government Board (a capo della quale stava G. J. Goschen) e l'amministrazione Gladstone «poté ottenere successi spettacolari nel rinforzare con la Charity Organization Society i valori vittoriani di autoprevidenza, visione futuristica e autodisciplina».
Egli promosse l'abolizione delle commissioni di vendita nell'esercito così come la riorganizzazione dei tribunali militari. Negli affari esteri egli si produsse per promuovere la pace e la comprensione tra i popoli. Egli istituì anche le Cardwell Reforms nel 1869, che portarono a soluzioni pacificatrici e nel 1870 introdusse l'Irish Land Act e il Forster's Education Act. Nel 1871 emise l'Universities Tests Act. Nel 1872 egli assicurò il passaggio del Ballot Act, che autorizzava la legalità agli scrutini segreti nelle due camere.
Gladstone inaspettatamente sciolse il parlamento nel gennaio del 1874 e richiese nuove elezioni, giustificando così tale atto in un discorso tenuto il 23 gennaio di quell'anno:
«Dopo una revisione delle finanze degli ultimi cinque anni, siamo in grado di dire che abbiamo un'eccedenza di 9 000 000 di sterline e che il debito nazionale è stato ridotto di oltre 20 000 000 sterline; le tasse sono state abbassate o abolite; che durante l'anno attuale si addiverrà a una soluzione della Guerra Ashantee e che si stima che del prossimo bilancio si possa avere un surplus di 5 000 000 di sterline. Non esito nell'affermare dunque che ora sono necessarie elezioni per portare alla luce non più un governo tecnico ma un governo politico»
La dissoluzione venne riportata dal The Times il 24 gennaio e la vittoria dei conservatori appariva evidente e si concretizzò il 9 febbraio successivo. George Howell scrisse a Gladstone il 12 febbraio: «C'è una lezione che abbiamo imparato da queste elezioni ed è l'organizzazione... Abbiamo perso non per il cambio di sentimento ma per la volontà di avere un potere organizzato».

### All'opposizione (1874–1880)
Alla vittoria di Benjamin Disraeli, Gladstone si ritirò dalla guida del partito liberale e rimase di sede nella propria abitazione.
Nel novembre del 1874 Gladstone pubblicò il pamphlet The Vatican Decrees in their Bearing on Civil Allegiance, diretto al Concilio Vaticano Primo che dogmatizzava l'infallibilità papale nel 1870, fatto che personalmente egli riteneva impensabile. Gladstone riteneva che tale decreto non facesse altro che porre i cattolici britannici di fronte a un dilemma, se dare fedeltà alla Corona o al Papa. Gladstone chiese dunque ai cattolici inglesi di rigettare il dogma dell'infallibilità papale come si erano opposti all'Invincibile Armata nel 1588. Il pamphlet vendette oltre 150 000 copie già sul finire del 1874 e nel febbraio del 1875 Gladstone pubblicò un secondo pamphlet in difesa del primo e che replicava alle critiche ricevute, dal titolo: Vaticanism: an Answer to Reproofs and Replies. Egli descrisse la chiesa cattolica come «una monarchia asiatica: niente di più che un dispotismo e un mortale essere asserviti alla religione». Egli riteneva che il papa volesse distruggere la legge e rimpiazzarla con una tirannia arbitraria «soffocando la libertà sotto una fitta coltre di incenso».
Nel settembre del 1876 egli pubblicò un nuovo pamphlet dal titolo Bulgarian Horrors and the Question of the East, col quale attaccò il governo di Disraeli per la sua indifferenza nella violenta repressione operata dall'Impero ottomano nei confronti della rivolta d'aprile della Bulgaria.
Durante la campagna per le elezioni del 1879, egli nuovamente si scagliò contro la politica estera di Disraeli dopo lo scoppio della seconda guerra anglo-afghana in Afghanistan. Egli vide quella guerra come un «grande disonore» e criticò anche la condotta degli inglesi nella Guerra Zulu. Successivamente egli criticò anche le spese presentate dal governo e l'utilizzo del denaro pubblico da parte dell'amministrazione conservatrice:
«...il Cancelliere dello Scacchiere dovrebbe scendere più nel dettaglio in economia; e qui è il punto... quando egli diminuisce i dettagli economici. Egli, senza dubbio, si rende ridicolo ancor più per la posizione sociale che poi egli di fatto ricopre. Secondo me il Cancelliere dello Scacchiere è il più esposto alla confidenza col suo pubblico. Egli ha il sacro obbligo di spendere il denaro pubblico con riguardo.»

### Il secondo premierato (1880–1885)

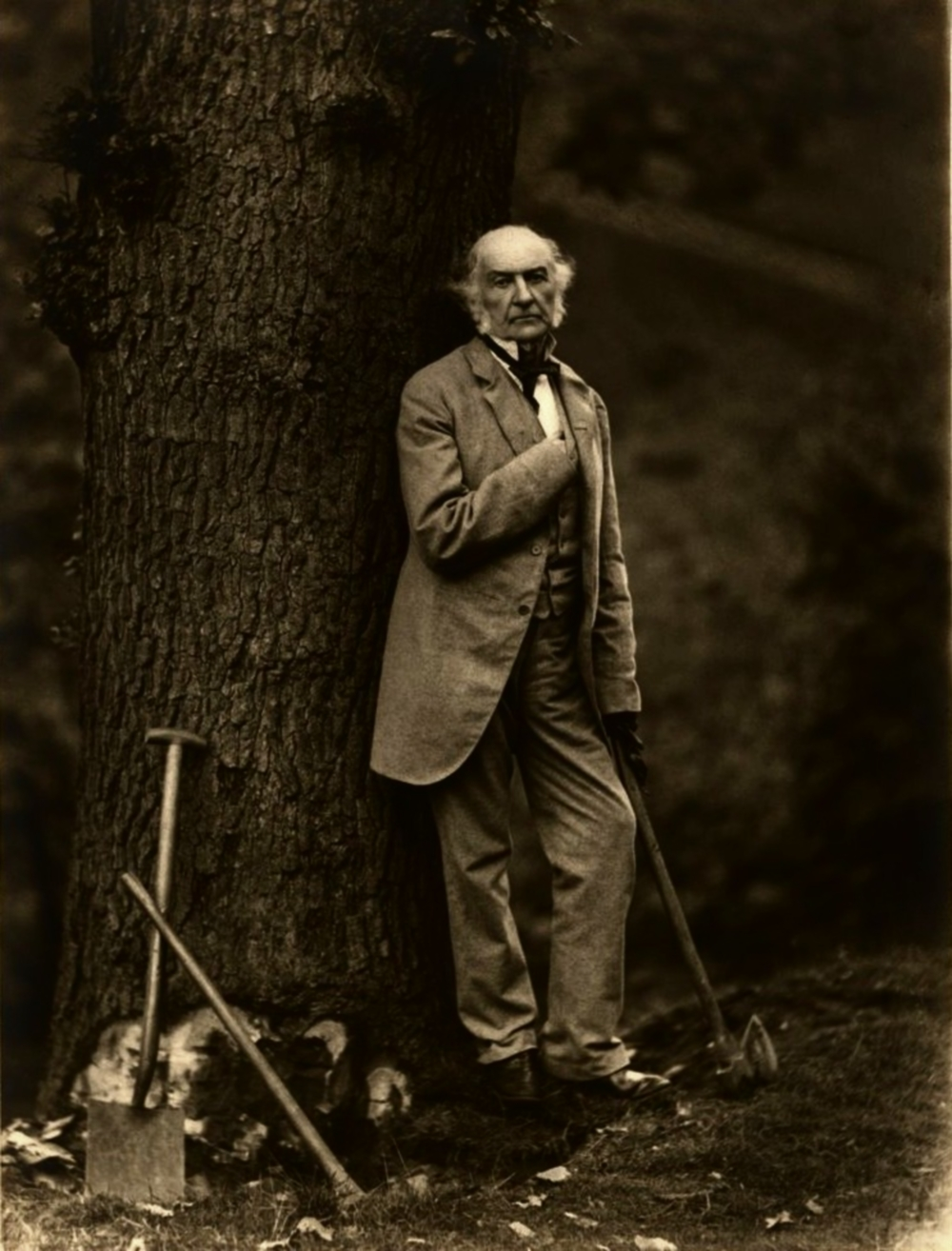
Gladstone in pausa dal suo hobby favorito

Nel 1880 i liberali vinsero nuovamente le elezioni e il capo del partito, Lord Hartington (leader del movimento alla Camera dei Comuni) e Lord Granville, si ritirarono dalle proposte di premierato per favorire il rientro di Gladstone. Gladstone vinse le elezioni alle circoscrizioni di Midlothian e Leeds.
La regina Vittoria chiese inizialmente a lord Hartington di formare un nuovo governo, ma egli la persuase a far ricadere la scelta su Gladstone. La seconda amministrazione Gladstone — primo ministro e cancelliere dello scacchiere sino al 1882 — durò dal giugno del 1880 al giugno del 1885. Egli originariamente intendeva ritirarsi spontaneamente alla fine del 1882, al cinquantesimo anniversario della sua entrata in politica, ma ciò non accadde. Gladstone si oppose al colonialismo che stava portando allo scramble for Africa. Egli a ogni modo ebbe l'occasione di condurre la fine della seconda guerra anglo-afghana, della prima guerra boera e della guerra contro Muhammad Ahmad in Sudan.
L'11 luglio 1882 Gladstone ordinò il bombardamento di Alessandria, dando inizio alla seconda guerra anglo-egiziana, che portò alla definitiva occupazione dell'Egitto. Il ruolo di Gladstone nella decisione di invadere il paese venne descritta da molti non come responsabilità dell'interessato, ma piuttosto come una decisione generale del gabinetto di governo e di personaggi come Spencer Cavendish, Segretario di Stato per l'India, Thomas Baring, I conte di Northbrook, Primo Lord dell'Ammiragliato, Hugh Childers, Segretario di Stato per la Guerra, e Granville Leveson-Gower, II conte Granville, come Segretario di Stato per gli Affari Esteri. Le ragioni di questa guerra, a ogni modo, sono ancora oggi oggetto di dibattito storiografico. Alcuni ritengono infatti che tale invasione fosse motivata dalla necessità di proteggere il Canale di Suez e prevenire l'anarchia derivata dalla Rivolta di 'Orabi e di Alessandria nel giugno del 1882. Altri storici invece ritengono che l'invasione fosse motivata dalla necessità da parte dell'Inghilterra di proteggere i propri interessi e gli interessi di quanti avevano investito nell'Egitto, molti dei quali erano liberali.

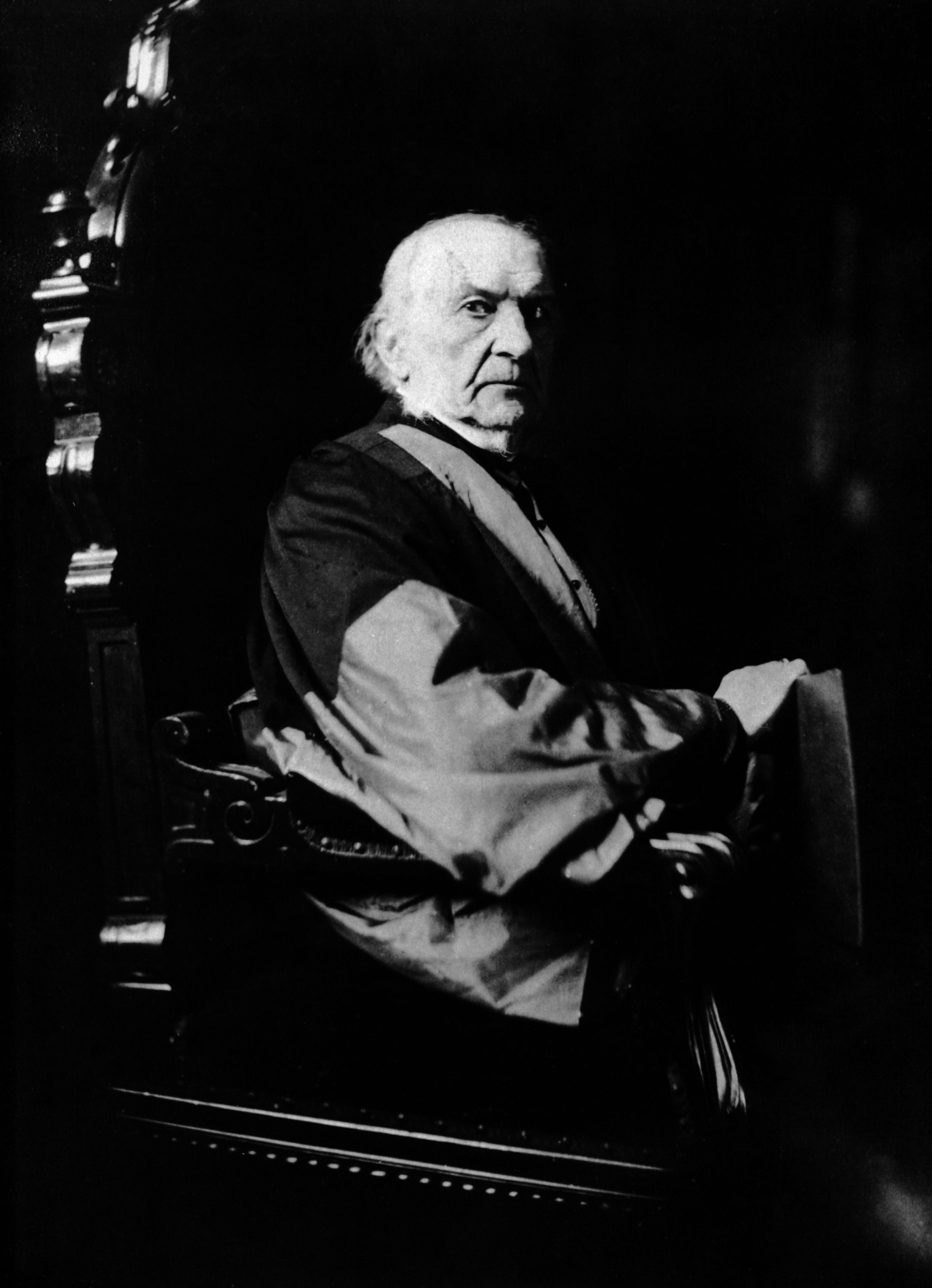
Gladstone in una fotografia di Rupert William Potter, 28 luglio 1884

Nel 1881 Gladstone inoltre aveva emesso l'Irish Coercion Act, che permetteva al Lord Luogotenente d'Irlanda d'imprigionare delle persone «per il tempo che ritenesse necessario» per sedare le rivolte in Irlanda dopo la depressione agricola degli anni settanta. Cavendish, Segretario di Stato per l'Irlanda, era stato inoltre pugnalato a morte mentre passeggiava nel Phoenix Park di Dublino.
Egli estese inoltre la franchigia ai lavoratori agricoli col 1884 Reform Act, che diede alle contee la medesima giurisdizione dei boroughs (ove i maschi adulti che avessero una rendita media di 10 sterline potessero essere ammessi al voto). La riforma parlamentare continuò con il Redistribution of Seats Act 1885.
Gladstone diveniva col tempo sempre più coriaceo verso la direzione nella quale la politica britannica andava muovendosi. In una lettera a Lord Acton dell'11 febbraio 1885, Gladstone criticò la democrazia tory ritenendola pura «demagogia» che «si cela dietro quel senso di rispettabilità che nobilita il vecchio conservatorismo» ma «continua, in segreto, a mantenere i privilegi di casta in maniera ostinata». Egli a ogni modo riteneva che anche il liberalismo non fosse la soluzione perfetta, ma almeno potesse essere ritenuta «la meno peggio» in quanto «unisce i concetti di governo dello stato e rispetto dei diritti individuali».
La morte del generale Gordon a Khartoum, nel Sudan, nel 1885 fu la goccia che fece traboccare il vaso in quanto molti, inclusa la regina Vittoria, accusarono Gladstone di non dare il giusto peso alla morte dei valorosi uomini che combattevano per la patria e che egli anzi, per la sua negligenza negli affari militari, non avesse concesso al generale Gordon l'aiuto di cui necessitava durante l'assedio di Khartoum. Egli diede le proprie dimissioni da primo ministro nel 1885 e declinò l'offerta della regina Vittoria di nominarlo conte.

### Il terzo premierato (1886)
La conversione di Gladstone a una politica di Home Rule sul finire del 1885 provocò il risultato della caduta del governo di lord Salisbury. I nazionalisti irlandesi, guidati da Charles Parnell, votarono contro i tory e il loro Land Bill, e il cambiamento di idee di Gladstone li aveva convinti a sostenere il governo liberale utilizzando in questo senso gli 86 seggi che controllavano in parlamento al fine di sconfiggere il governo di Lord Salisbury. Gladstone riottenne dunque la sua posizione come primo ministro mantenendo per sé anche la carica di Lord custode del sigillo privato. Durante la nuova amministrazione Gladstone, egli introdusse innanzitutto l'Home Rule Bill per l'Irlanda, il che spaccò il partito liberale in due (andando a creare i Liberali Unionisti) e questo fatto portò alla caduta del governo dopo alcuni mesi e il trionfo successivo di lord Salisbury.

### All'opposizione (1886–1892)
Gladstone appoggiò i lavoratori del porto di Londra durante il loro sciopero del 1889. Dopo la loro vittoria egli tenne un discorso a Hawarden il 23 settembre nel quale disse: «Nel comune interesse dell'umanità, questo grande sciopero e il risultato a cui ha portato, ha rafforzato le condizioni dei lavoratori di fronte al capitale ed è la base per il principio dell'equa ridistribuzione del fatturato industriale».
Gladstone scrisse il 16 luglio 1892 nella sua autobiografia che «Nel 1834 il governo...si era fatto grande onore con l'approvazione del nuovo Poor Law Act che aveva recuperato i contadini inglesi da una totale perdita della loro indipendenza».

### Il quarto premierato (1892–1894)
Alle elezioni generali del 1892, venne a formarsi un governo di minoranza liberale guidato da Gladstone come primo ministro.
Il nuovo indirizzo dell'amministrazione Gladstone fu ispirato non solo dalla politica dell'Home Rule ma anche dal dissesto delle chiese di Scozia e Galles. Nel febbraio del 1893 egli introdusse il Second Home Rule Bill, che venne approvato dalla Camera dei Comuni ma non da quella dei Lord.
Nel dicembre del 1893 una mozione dell'opposizione proposta da Lord George Hamilton proponeva un'espansione della Royal Navy. Gladstone si oppose come era ormai tradizione della sua politica a nuove spese per gli ambienti militari, a ogni modo tutto il suo gabinetto di governo era concorde con questa proposta ed egli alla fine dovette accettare tale decreto, spuntando però l'obbligo di portare ogni anno i conti di spesa al parlamento. Nel gennaio del 1894 Gladstone scrisse: «non voglio spezzare le azioni continuative della mia vita politica» al fine di supportare l'ampliamento della marina. Gladstone si oppose anche alla proposta del cancelliere Sir William Vernon Harcourt di estendere l'uso della tassa di successione.
Gladstone ebbe il proprio ultimo incontro con la regina il 28 febbraio e tenne la sua ultima riunione di gabinetto il 1º marzo, ultima delle 556 che aveva convocato. Quello stesso giorno egli tenne il suo ultimo discorso alla Camera dei Comuni. Egli diede le proprie dimissioni da primo ministro il 2 marzo successivo e la regina scelse Lord Rosebery quale suo successore.

### Gli ultimi anni (1894–1898)

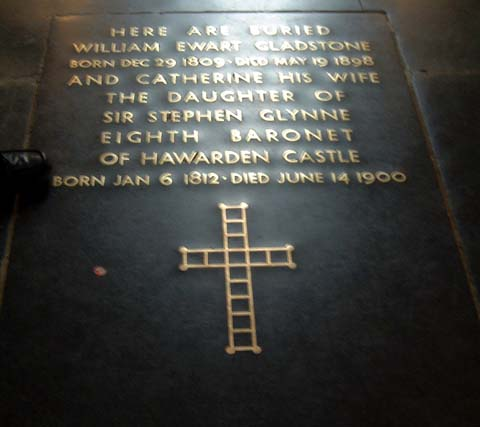
La tomba di Gladstone nell'Abbazia di Westminster

Alcuni giorni dopo aver abbandonato l'incarico di primo ministro, Gladstone scrisse a George William Erskine Russell il 6 marzo 1894:
«Sono contento di aver dato vita all'emancipazione dei lavoratori, ma non posso non denotare anche i problemi che si sono manifestati in questi ultimi anni. In questi anni a ogni modo, e ne sono sempre stato convinto, ho imparato che non è lo stato a formare l'uomo ma l'uomo a modellare lo stato con le sue idee.»
Nel 1895, all'età di 85 anni, Gladstone donò 40 000 sterline e gran parte della propria personale biblioteca alla St Deiniol's Library di Hawarden, nel Galles.
Nei primi mesi del 1897 Gladstone e la moglie soggiornarono a Cannes e per la prima volta in cinquant'anni ebbe modo, incontrando la regina, di stringerle amichevolmente la mano. I Gladstone fecero poi ritorno al castello di Hawarden sul finire del marzo di quell'anno dove egli ricevette anche i rappresentanti coloniali in visita per il giubileo della regina. Su consiglio del suo medico, il dottor Samuel Habershon, dopo un attacco di nevralgia facciale, Gladstone tornò a Cannes dalla fine del novembre del 1897 rimanendovi sino a metà febbraio del 1898. Gladstone si recò dunque a Bournemouth dove gli venne diagnosticato un cancro, ritirandosi quindi al castello di Hawarden e continuando a ricevere le visite di uomini illustri del tempo.
Gladstone morì il 19 maggio 1898 al Castello di Hawarden all'età di 88 anni, alla presenza della figlia Helen. Nel pomeriggio la notizia giunse alla Camera dei Comuni che richiese alla regina la sepoltura nell'Abbazia di Westminster. Ai funerali di Stato parteciparono anche il principe di Galles (futuro Edoardo VII) e il duca di York (futuro Giorgio V) come portabara, a dimostrazione della predominanza della figura di Gladstone nella politica britannica.

## Matrimonio e figli
William Ewart Gladstone sposò nel 1839 Catherine Glynne, sua unica moglie per quasi sessant'anni, dalla quale ebbe otto figli:
- William Henry Gladstone (1840–1891), deputato.
- Agnes Gladstone (1842–1931)
- Rev. Stephen Edward Gladstone (1844–1920).
- Catherine Jessy Gladstone (1845–1850).
- Mary Gladstone (1847–1927)
- Helen Gladstone (1849–1925), vicepresidente del Newnham College, Cambridge
- Henry Neville Gladstone (1852–1935), lord Gladstone di Hawarden.
- Herbert John Gladstone (1854–1930), deputato e visconte Gladstone

## Gladstone e l'Italia
In Italia, Gladstone divenne noto per le due lettere che inviò, nel 1851, a Lord Aberdeen e nelle quali espresse giudizi molto negativi sul governo dei Borbone delle Due Sicilie, definito come la «negazione di Dio».
In sostanza, Gladstone, dopo aver soggiornato, per circa quattro mesi tra l'autunno del 1850 e l'inverno del 1851, a Napoli, dove si era recato a causa di una malattia agli occhi della figlia ed essere rientrato in patria nel febbraio di quell'anno, scrisse le due missive, sostenendo di aver visitato alcune carceri napoletane, rimanendo scioccato dalle condizioni in cui versavano i detenuti. Il politico britannico, intenzionato a dimostrare che lo Stato borbonico si trovasse in una terribile situazione sociale, si espresse con parole molto dure:
(William Gladstone)
Tali assunti ebbero larga eco in tutta Europa, contribuendo in modo sensibile al sentimento antiborbonico e filorisorgimentale. Le accuse di Gladstone, tuttavia, suscitarono immediatamente forti dubbi ed ebbero anche diversi tentativi di confutazione in Italia e in Europa. Nel 1852, Gladstone ritrattò molte delle sue affermazioni e ammise di essere stato in parte abbindolato; nel 1863, incalzato, in Parlamento, da Lord Henry Lennox, rivelò di aver costruito le proprie dichiarazioni sulla base delle tesi sostenute da alcuni degli esponenti liberali napoletani. Lo stesso Lord Aberdeen «istruito del come Mr Gladstone avesse scritte quelle lettere, ne fu indignato, si confessò ingannato, e ne rigettò la solidità con una pubblica dichiarazione». Inoltre, fu da più parti sostenuto che la visita di Gladstone alla città partenopea fosse frutto di un complotto ordito da Lord Palmerston ai danni della Corona Borbonica. Giuseppe Buttà scrisse che Gladstone era una creatura di Palmerston e che aveva ricevuto, da quest'ultimo, il compito di travisare la realtà napoletana e «inventare spudoratamente de' mali che qui non esistevano». Buttà affermò anche che Gladstone non visitò, veramente, i penitenziari borbonici e si circondò immediatamente dei liberali della città. Al riguardo, infatti, il Cognetti riportò che, al suo arrivo, l'inglese fu condotto da Sir William Temple, fratello di Palmerston e rappresentante del governo britannico a Napoli, che lo introdusse agli ambienti antiborbonici. Anche Giacinto de' Sivo in Storia delle Due Sicilie sostenne che Gladstone fosse stato inviato a Napoli «col segreto onorevole ufficio», conferitogli da Palmerston, di divulgare calunnie riguardanti lo stato delle cose nel reame di Sua Maestà Siciliana. Più in particolare, Domenico Razzano, nell'opera La Biografia che Luigi Settembrini scrisse di Ferdinando II, riportò che Gladstone, tornato a Napoli tra il 1888 e il 1889, avrebbe confessato di non essere mai stato in alcun carcere e di aver scritto le due missive dietro incarico di lord Palmerston, basando, quindi, i suoi assunti sulle affermazioni dei rivoluzionari antiborbonici. Per contro, Maria Gaia Gajo, considerando che Gladstone, conservatore, si era dimostrato in passato un tenace oppositore della linea politica di Palmerston, liberale, sostiene che la possibilità di un'intesa tra i due fosse da ritenersi assurda.
Le dichiarazioni di Gladstone mandarono su tutte le furie il re Ferdinando II, che licenziò il primo ministro Giustino Fortunato per non averlo informato sull'accaduto.
Amante dell'Italia e della sua lingua, a partire dal 23 dicembre 1893 Lord Gladstone fu socio corrispondente dell'Accademia della Crusca.

## Gladstone nella cultura di massa
Gladstone occupa un posto di rilievo nella storia della Tetralogia di Bartimeus, in cui il governo britannico è guidato da maghi. Gladstone è noto all'interno dei libri per essere il più potente mago a esser mai diventato Primo ministro e, sebbene non compaia mai nella scena, diversi suoi oggetti, e in particolare il suo Bastone, sono importantissimi per lo svolgersi degli eventi. Il libro offre una storia alternativa di Gladstone, nella quale egli ha ucciso in duello Disraeli e ha guidato le forze britanniche in espansione coloniale.
Nei recenti film di Sherlock Holmes, diretti da Guy Ritchie, il celebre investigatore e il suo collega dottor Watson hanno un bulldog di nome Gladstone.
Da lui deriva anche una particolare borsa da viaggio denominata appunto Gladstone bag, simile a quelle che era solito utilizzare.

## Ascendenza
|                             |                  |                 | Genitori             |  |  | Nonni |  |  | Bisnonni        |  |  | Trisnonni          |  |
|                             |                  |                 |                      |  |  |       |  |  | John Gladstones |  |  | William Gledstanes |  |
|                             |                  |                 |                      |  |  |       |  |  | John Gladstones |  |  | William Gledstanes |  |
|                             |                  | Christian Brown |                      |  |  |       |  |  | John Gladstones |  |  |                    |  |
| Thomas Gladstones           |                  |                 |                      |  |  |       |  |  | John Gladstones |  |  |                    |  |
|                             |                  | Janet Aitken    | …                    |  |  |       |  |  |                 |  |  |                    |  |
|                             |                  | Janet Aitken    | …                    |  |  |       |  |  |                 |  |  |                    |  |
|                             |                  | Janet Aitken    | …                    |  |  |       |  |  |                 |  |  |                    |  |
| John Gladstone, I baronetto |                  | Janet Aitken    |                      |  |  |       |  |  |                 |  |  |                    |  |
|                             |                  | Helen Neilson   | Walter Neilson       |  |  |       |  |  |                 |  |  |                    |  |
|                             |                  | Helen Neilson   | Walter Neilson       |  |  |       |  |  |                 |  |  |                    |  |
|                             |                  | Helen Neilson   | …                    |  |  |       |  |  |                 |  |  |                    |  |
| Helen Neilson               |                  | Helen Neilson   |                      |  |  |       |  |  |                 |  |  |                    |  |
|                             |                  | Margaret Mutter | Thomas Mutter        |  |  |       |  |  |                 |  |  |                    |  |
|                             |                  | Margaret Mutter | Thomas Mutter        |  |  |       |  |  |                 |  |  |                    |  |
|                             |                  | Margaret Mutter | …                    |  |  |       |  |  |                 |  |  |                    |  |
| William Ewart Gladstone     |                  | Margaret Mutter |                      |  |  |       |  |  |                 |  |  |                    |  |
|                             | George Robertson | Colin Robertson |                      |  |  |       |  |  |                 |  |  |                    |  |
|                             | George Robertson | Colin Robertson |                      |  |  |       |  |  |                 |  |  |                    |  |
|                             | George Robertson | Rebecca Munro   |                      |  |  |       |  |  |                 |  |  |                    |  |
| Andrew Robertson            | George Robertson |                 |                      |  |  |       |  |  |                 |  |  |                    |  |
|                             |                  | Agnes Barber    | John Barber          |  |  |       |  |  |                 |  |  |                    |  |
|                             |                  | Agnes Barber    | John Barber          |  |  |       |  |  |                 |  |  |                    |  |
|                             |                  | Agnes Barber    | Katherine Mackintosh |  |  |       |  |  |                 |  |  |                    |  |
| Anne MacKenzie Robertson    |                  | Agnes Barber    |                      |  |  |       |  |  |                 |  |  |                    |  |
|                             |                  | Colin Mackenzie | …                    |  |  |       |  |  |                 |  |  |                    |  |
|                             |                  | Colin Mackenzie | …                    |  |  |       |  |  |                 |  |  |                    |  |
|                             |                  | Colin Mackenzie | …                    |  |  |       |  |  |                 |  |  |                    |  |
| Anne Mackenzie              |                  | Colin Mackenzie |                      |  |  |       |  |  |                 |  |  |                    |  |
|                             |                  | Mary Mackenzie  | Kenneth Mackenzie    |  |  |       |  |  |                 |  |  |                    |  |
|                             |                  | Mary Mackenzie  | Kenneth Mackenzie    |  |  |       |  |  |                 |  |  |                    |  |
|                             |                  | Mary Mackenzie  | Ann Mackenzie        |  |  |       |  |  |                 |  |  |                    |  |
|                             |                  | Mary Mackenzie  |                      |  |  |       |  |  |                 |  |  |                    |  |